# Jaime Batalha Reis
Jaime Batalha Reis (Lisboa, 24 de diciembre de 1847- 1934) fue un ingeniero agrónomo, profesor y diplomático portugués.

## Biografía
Recibió una licenciatura en el Instituto Geral de Agricultura en agronomía, donde más tarde se convirtió en profesor. Se le relaciona con los círculos literarios liberales asociados con el poeta Antero de Quental, y fue uno de los fundadores de la Revista Ocidental en 1875.
Se convirtió en cónsul en Newcastle, Reino Unido en 1882, y permaneció en el servicio diplomático para el resto de su vida. 
Fue activo en la negociación sobre las colonias portuguesas en África, y fue elegido miembro de la Real Sociedad Geográfica. Después del establecimiento de la Primera República portuguesa, fue nombrado ministro de Rusia, y luego delegado de su país (Portugal) en 1919 en la Conferencia de Paz de Versalles y la fue miembro Comisión para escribir el Pacto de la Sociedad de Naciones.